# Angrie
Angrie é uma comuna francesa na região administrativa da Pays de la Loire, no departamento de Maine-et-Loire. Estende-se por uma área de 40,93 km². Em 2010 a comuna tinha 965 habitantes (densidade: 23,6 hab./km²).